# Seillons-Source-d’Argens
Seillons-Source-d’Argens – miejscowość i gmina we Francji, w regionie Prowansja-Alpy-Lazurowe Wybrzeże, w departamencie Var.
Według danych na rok 1990 gminę zamieszkiwały 844 osoby, a gęstość zaludnienia wynosiła 34 osoby/km² (wśród 963 gmin regionu Prowansja-Alpy-W. Lazurowe Seillons-Source-d’Argens plasuje się na 406. miejscu pod względem liczby ludności, natomiast pod względem powierzchni na miejscu 412.).